# Momoiro Clover Z
Momoiro Clover Z (jap. ももいろクローバーZ Momoiro Kurōbā Zetto; początkowo Momoiro Clover) – japońska grupa muzyczna złożona z pięciu wybranych członkiń z agencji Stardust Promotion, z trzech sekcji (jednostki 3B Junior). Nazywane są także Momoclo (jap. ももクロ), czy też Shūmatsu Heroine (jap. 週末ヒロイン). Na początku 2010 roku zespół Momoiro Clover podpisał kontrakt z wytwórnią Universal Records, a w drugiej połowie roku podpisali kontrakt z wytwórnią King Records.

## Członkowie

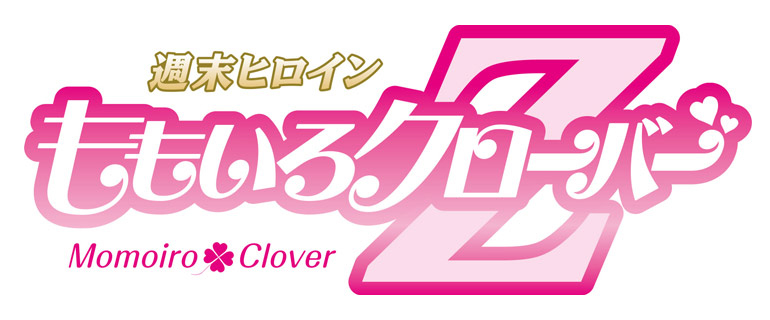
Logo zespołu

Na scenie członkinie Momoiro Clover Z są rozróżniane przez kolory swoich strojów, co przypomina stylem japońskie serie Sentai. W niektórych swoich piosenkach i teledyskach grupa w nieznaczny sposób parodiuje je. Keiko Kitagawa na krótki czas dołączyła do zespołu Momoiro Clover Z. Współpraca ta miała na celu promocję filmu Akumu-chan The Movie, w którym aktorka grała jedną z głównych ról, a sam zespół pojawił się gościnnie.

### Obecne członkinie
| Imię                                           | Kolor       | Data urodzenia       | Uwagi              |
| ---------------------------------------------- | ----------- | -------------------- | ------------------ |
| Kanako Momota (jap. 百田 夏菜子 Momota Kanako) | ■ Czerwony  | 12 lipca 1994(dts)   | Liderka            |
| Shiori Tamai (jap. 玉井 詩織 Tamai Shiori)     | ■ Żółty     | 4 czerwca 1995(dts)  | Pseudonim: Shiorin |
| Ayaka Sasaki (jap. 佐々木 彩夏 Sasaki Ayaka)   | ■ Różowy    | 11 czerwca 1996(dts) | Pseudonim: Ārin    |
| Reni Takagi (jap. 高城 れに Takagi Reni)       | ■ Purpurowy | 21 czerwca 1993(dts) | Poprzednia liderka |

### Byłe członkinie
| Imię                                           | Kolor       | Data urodzenia     | Uwagi             |
| ---------------------------------------------- | ----------- | ------------------ | ----------------- |
| Akari Hayami (jap. 早見 あかり Hayami Akari)   | ■ Niebieski | 17 marca 1995(dts) | Pseudonim: Akarin |
| Momoka Ariyasu (jap. 有安 杏果 Ariyasu Momoka) | ■ Zielony   | 15 marca 1995(dts) |                   |

Inne
- Runa Yumikawa (jap. 弓川 留奈 Yumikawa Runa; ur. 4 lutego 1994)
- Tsukina Takai (jap. 高井 つき奈 Takai Tsukina; ur. 6 lipca 1995)
- Miyū Wagawa (jap. 和川 未優 Wagawa Miyū; ur. 19 grudnia 1993)
- Manami Ikura (jap. 伊倉 愛美; ur. 4 lutego 1994)
- Sumire Fujishiro (jap. 藤白 すみれ Fujishiro Sumire; ur. 8 maja 1994)
- Yukina Kashiwa (jap. 柏 幸奈 Kashiwa Yukina; ur. 12 sierpnia 1994)

## Historia
Grupa powstała 17 maja 2008 podczas przesłuchań agencji Stardust do 3B Junior.
W 2011 roku sub-liderka Akari Hayami (kolor niebieski) zdecydowała się odejść z grupy i opuściła zespół 10 kwietnia. Po jej odejściu grupa zmieniła nazwę na Momoiro Clover Z. Jej odejście wspomniane jest w piosence Z Densetsu ~Owarinaki Kakumei~ – „spiker” krzyczy „Blue”, nie uzyskując odpowiedzi.
Momoiro Clover Z zaśpiewały piosenki przewodnie do nowego anime Sailor Moon Crystal – MOON PRIDE Gekkō (jap. 月虹) oraz New Moon ni koishite (jap. ニュームーンに恋して Nyū Mūn ni koishite).

## Dyskografia
Albumy studyjne
| 2011                                           | Battle and Romance (jap. バトル アンド ロマンス Batoru ando Romansu) - Wydany: 27 lipca 2011 | 2 | - JPN: 250 000+ | - JPN: Platyna |
| 2013                                           | 5TH DIMENSION - Wydany: 10 kwietnia 2013                                                     | 1 | - JPN: 250 000+ | - JPN: Platyna |
| 2016                                           | AMARANTHUS - Wydany: 17 lutego 2016                                                          | 2 | - JPN: 100 000+ | - JPN: Złota   |
| 2016                                           | Hakkin no yoake (jap. 白金の夜明け) - Wydany: 17 lutego 2016                                 | 1 | - JPN: 100 000+ | - JPN: Złota   |
| 2019                                           | Momoiro Clover Z (jap. ももいろクローバーZ) - Wydany: 17 maja 2019                           | 1 | - JPN: 53 964+  |                |
| "–" oznacza, że wydawnictwo nie było notowane. |                                                                                              |   |                 |                |

Albumy kompilacyjne
| 2013                                           | Iriguchi no nai deguchi (jap. 入口のない出口) - Wydany: 5 czerwca 2013                    | 2 | 103 913 |  |
| 2018                                           | Momoiro Clover Z Best Album (jap. ももいろクローバーＺ Best Album) - Wydany: 23 maja 2018 | 1 |         |  |
| "–" oznacza, że wydawnictwo nie było notowane. |                                                                                           |   |         |  |

Single
| 2009                                           | Momoiro Punch (jap. ももいろパンチ Momoiro Panchi)                                                                                     | 23 |                                     |
| 2009                                           | Mirai e susume! (jap. 未来へススメ！)                                                                                                  | 11 |                                     |
| Wielka wytwórnia płytowa                       | |    |                                     |
| 2010                                           | Ikuze! Kaitō shōjo (jap. 行くぜっ！怪盗少女)                                                                                           | 3  |                                     |
| 2010                                           | Pinky Jones (jap. ピンキージョーンズ Pinkī Jōnzu)                                                                                      | 8  |                                     |
| 2011                                           | Mirai Bowl/Chai Maxx (jap. ミライボウル/Chai Maxx Mirai Bōru/Chai Maxx)                                                                | 3  |                                     |
| 2011                                           | Z densetsu ~Owarinaki kakumei~ (jap. Z伝説〜終わりなき革命〜)                                                                          | 5  |                                     |
| 2011                                           | D’ no junjō (jap. D'の純情) | 6  |                                     |
| 2011                                           | Rōdō sanka (jap. 労働賛歌) | 7  |                                     |
| 2012                                           | Mōretsu uchū kōkyōkyoku dai nana gakushō „Mugen no ai” (jap. 猛烈宇宙交響曲・第七楽章「無限の愛」)                                     | 5  | - JPN: 100 000+ (Certyfikat: Złota) |
| 2012                                           | Otome sensō (jap. Z女戦争) | 3  | - JPN: 100 000+ (Certyfikat: Złota) |
| 2012                                           | Nippon egao hyakkei (jap. ニッポン笑顔百景) (wydany pod nazwą Momoclo Tē Ichimon (jap. 桃黒亭一門)                                     | 6  |                                     |
| 2012                                           | Ikuze! Kaitō shōjo (jap. 行くぜっ！怪盗少女) (ponownie wydana edycja singla)                                                           | 7  |                                     |
| 2012                                           | Saraba, itoshiki kanashimi-tachi yo (jap. サラバ、愛しき悲しみたちよ)                                                                  | 2  | - JPN: 100 000+ (Certyfikat: Złota) |
| 2012                                           | Bokura no Century (jap. 僕等のセンチュリー) (sprzedawana wyłącznie podczas koncertu Momoiro Christmas 2012 Saitama Super Arena Taikai) | 5  |                                     |
| 2013                                           | GOUNN | 2  | - JPN: 100 000+ (Certyfikat: Złota) |
| 2014                                           | Naite mo iin da yo (jap. 泣いてもいいんだよ)                                                                                           | 1  | - JPN: 100 000+ (Certyfikat: Złota) |
| 2014                                           | MOON PRIDE | 3  |                                     |
| 2015                                           | Yume no ukiyo ni saite mina (jap. 夢の浮世に咲いてみな) (z Kiss)                                                                       | 2  |                                     |
| 2015                                           | Seishunfu (jap. 青春賦) | 4  | - JPN: 100 000+ (Certyfikat: Złota) |
| 2015                                           | „Z” no chikai (jap. 「Z」の誓い) | 4  |                                     |
| 2016                                           | „The Golden History” (jap. ザ・ゴールデン・ヒストリー)                                                                                 | 2  |                                     |
| 2017                                           | „BLAST” | 3  |                                     |
| 2018                                           | „Xiao Yi Xiao” (jap. 笑一笑 〜シャオイーシャオ!〜)                                                                                     | 4  | - JPN: 29 236+                      |
| "–" oznacza, że wydawnictwo nie było notowane. | |    |                                     |